# Konollman
Konollman war ein US-amerikanischer Hersteller von Fahrzeugen.

## Unternehmensgeschichte
H. Konollman betrieb das Unternehmen in Philadelphia in Pennsylvania. Er stellte Fahrräder her. 1900 begann außerdem die Produktion von Automobilen. Der Markenname lautete Konollman. Im gleichen Jahr endete die Produktion von Kraftfahrzeugen. Es gab Pläne, Lizenzen an andere Hersteller abzugeben, wobei unklar bleibt, ob es tatsächlich Lizenznehmer gab.
Es ist nicht bekannt, wann das Unternehmen aufgelöst wurde.
Am 12. August 1915 wurde über einen Harry Konollman berichtet, der in Philadelphia eine Autowerkstatt betrieb und Fernfahrer war. Es ist unklar, ob es sich um die gleiche Person handelt.

## Kraftfahrzeuge
Im Angebot stand nur ein Modell. Es war mit etwa 113 kg sehr leicht. Trotzdem war eine Zuladung von etwa 136 kg angegeben. Viele Teile stammten aus dem Fahrradbau. Ein Ottomotor trieb die Fahrzeuge an. Motor, Getriebe und Kraftübertragung stellte Konollman selber her. Der Aufbau war ein offener Runabout mit Platz für zwei Personen. Der Neupreis betrug 350 US-Dollar.